# Управління гнівом (телесеріал)
«Управління гнівом» (англ. Anger Management) — американський ситком, прем'єра якого відбулося 28 червня 2012 року на телеканалі FX. Серіал заснований на однойменному фільмі 2003 року, герой актора Чарлі Шина має багато спільного з героєм Джека Ніколсона в даному фільмі. Пілотний епізод серіалу зібрав 5,74 млн глядачів, таким чином «Керування люттю» став найбільш рейтинговим ситкомом за всю історію кабельного телебачення США. 8 листопада 2014 року FX скасував серіал.

## У ролях
- Чарлі Шин — доктор Мартін Гудсон
- Сельма Блер — доктор Кейт Волес
- Шоуні Сміт — Дженніфер Гудсон
- Майкл Арден — Патрік
- Даніела Бобаділла[en] — Сем Гудсон
- Норін Девулф[en] — Лейсі
- Дерек Річардсон[en] — Нолан
- Беррі Корбін[en] — Ед
- Мікаела Гувер — Дейтона

## Епізоди
| Сезон | Сезон | Епізоди | Дата виходу     | Дата виходу    | Дата виходу DVD та Blu-ray | Дата виходу DVD та Blu-ray | Дата виходу DVD та Blu-ray |
| Сезон | Сезон | Епізоди | Прем'єра сезону | Фінал сезону   | Регіон 1                   | Регіон 2                   | Регіон 4                   |
| ----- | ----- | ------- | --------------- | -------------- | -------------------------- | -------------------------- | -------------------------- |
|       | 1     | 10      | 28 червня 2012  | 23 серпня 2012 | 8 січня 2013               | 14 січня 2013              | TBA                        |
|       | 2     | TBA     | 17 січня 2013   | TBA            | TBA                        | TBA                        | TBA                        |

## Серіал в інших країнах
| Країна                   | Телеканал        | Прем'єра        | Джерела       |
| ------------------------ | ---------------- | --------------- | ------------- |
| Аргентина                | TBS              | 19 липня 2012   | [ 9 ] [ 10 ]  |
| Австралія                | Nine Network     | 14 серпня 2012  | [ 11 ]        |
| Бангладеш                | Star World       | 26 січня 2013   | [ 12 ]        |
| Канада                   | CTV              | 12 серпня 2012  | [ 13 ] [ 14 ] |
| Данія                    | TV3+             | 30 липня 2012   | [ 15 ]        |
| Ірландія Велика Британія | Comedy Central   | 12 вересня 2012 | [ 16 ] [ 17 ] |
| Нідерланди               | Comedy Central   | 7 жовтня 2012   | [ 18 ]        |
| Нова Зеландія            | TV2              | 15 серпня 2012  | [ 19 ]        |
| Норвегія                 | Viasat 4         | 13 серпня 2012  | [ 20 ]        |
| Польща                   | Comedy Central   | 21 жовтня 2012  | [ 21 ]        |
| Іспанія                  | Paramount Comedy | 5 жовтня 2012   | [ 22 ]        |
| Швеція                   | TV6              | 27 серпня 2012  | [ 23 ]        |
| США                      | FX               | 28 червня 2012  | [ 1 ]         |